# 陳培勳
陳培勳（1921年12月7日—2007年2月25日），又名陳宏秀，廣西合浦人，出生於香港，中國作曲家、音樂教育家。北京中央音樂學院作曲系教授。他的知名作品有《旱天雷》、《卖杂货》和《我的祖国》等。

## 生平
1921年12月（一作1922年1月）出生於香港。自幼在香港、上海習鋼琴、管風琴和作曲。中學先短暫就讀於香港華仁書院，後獲音樂獎學金入讀拔萃男書院。抗戰爆發後，輾轉於中國內地。1939年，入讀上海國立音樂專科學校，師從譚小麟，深造興德米特作曲技法。又隨蘇聯專家亞拉波夫和古諾夫學配器。畢業後，先後在香港、曲江、重慶、上海等地任教。
1949年後，長期執教於中央音樂學院作曲系，歷任副教授、教授、配器教研室主任。1980年代後返港，曾任教於香港浸會學院藝術教育系。2007年2月於深圳逝世。